# Molen van Saint-Venant

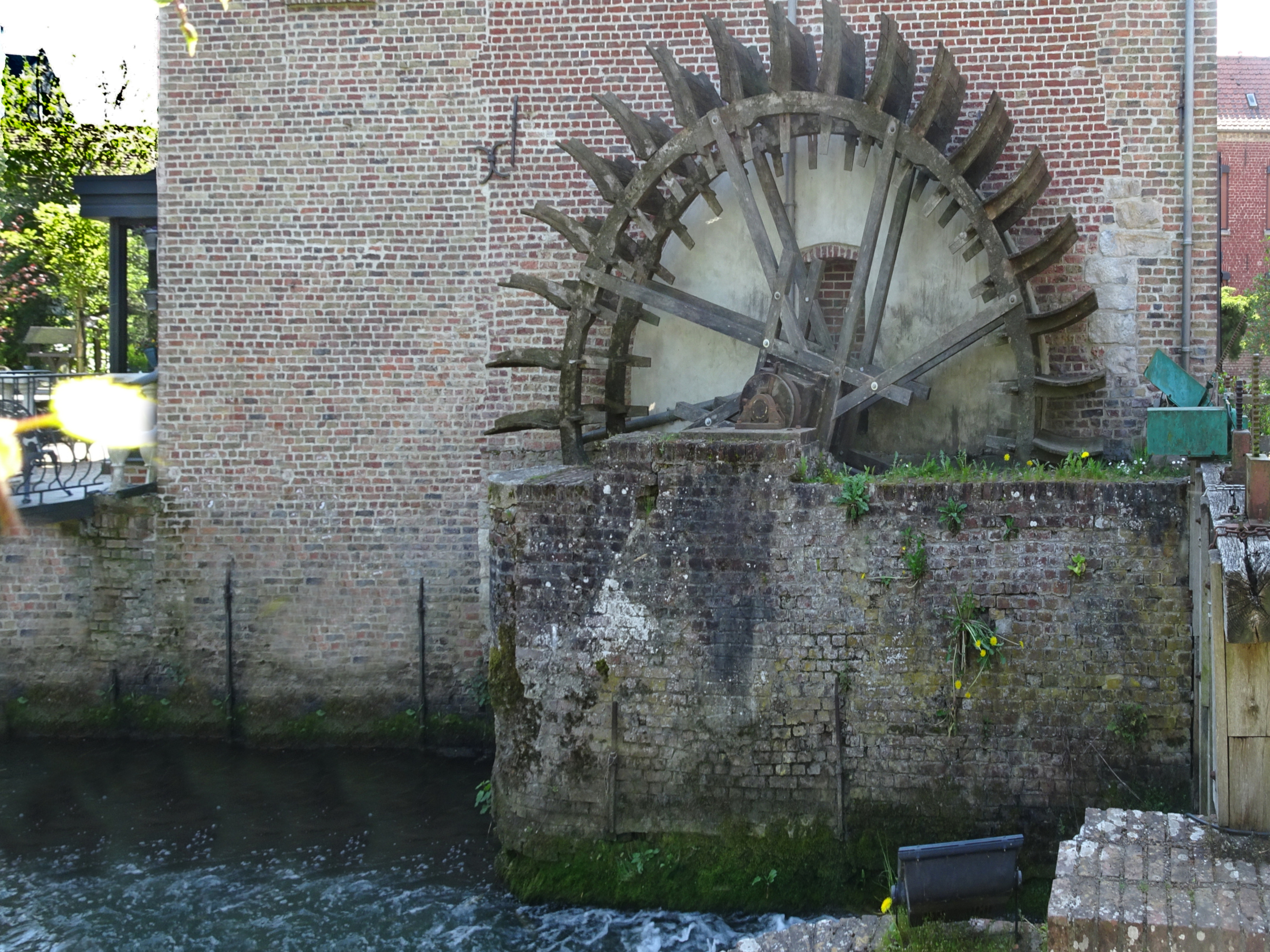
Moulin de Saint-Venant

De Molen van Saint-Venant (Frans: Moulin de Saint-Venant) is een watermolen in de tot het Franse departement Pas-de-Calais behorende plaats Saint-Venant, gelegen op de Guarbecque nabij de Chemin de Ceinture.
De onderslagmolen beschikt over een waterrad dat af en toe draait. Er is echter geen binnenwerk in het molenhuis meer aanwezig.